# Romeo y Julieta (pel·lícula de 1943)
Romeo y Julieta és una pel·lícula de comèdia mexicana de 1943, dirigida per Miguel M. Delgado i protagonitzada per Cantinflas, María Elena Marqués, Andrés Soler i Ángel Garasa. Aquesta producció està basada en la clàssica història romàntica de Romeo i Julieta de William Shakespeare. Està doblada al català.

## Argument
Cantinflas tracta d'explicar un garbull enfront d'un jutge. Allí li explica que és un conductor, a qui després de portar a un parell d'homes en el seu taxi, l'enganyen perquè impedeixi que Capulido casi a la seva filla Julita amb Teovaldino, un pedant actor clàssic.

## Repartiment
- Cantinflas com Cantinflas / Abelardo del Monte / Romeo
- María Elena Marqués com Julita Capulido / Julieta
- Ángel Garasa com Juanito / Fray Lorenzo
- Andrés Soler com Capuleto
- Emma Roldán com Señora Capuleto
- José Baviera com Paris